# José Luis Lobato Campos
José Luis Lobato Campos (Orizaba, Veracruz, 5 de octubre de 1938 − Xalapa, Veracruz, 17 de octubre de 2014) fue un político y profesor mexicano, miembro del partido Movimiento Ciudadano.
En un principio miembro del Partido Revolucionario Institucional, ocupó cargos de importancia con este partido, y participó activamente en los gobiernos de los priistas Fernando Gutiérrez Barrios y Dante Delgado Rannauro. 
Se desempeñó como Secretario de Finanzas del partido Convergencia en la dirigencia de Dante Delgado Rannauro y fue cuestionado por el manejo de las finanzas del partido. Fue Senador del partido Movimiento Ciudadano. Su hija Cinthya  Lobato fue diputada por Convergencia pero renunció a este partido para ser candidata a alcaldesa de Xalapa por el Partido Acción Nacional. 
El 17 de octubre de 2014 murió asesinado junto con su esposa Olga Yolanda Burguetti, por su hijo José Luis Lobtato Calderón, quien posteriormente se suicidó, presuntamente en medio de una discusión.